# Amyris macrocarpa
Amyris macrocarpa är en vinruteväxtart som beskrevs av R.E. Gereau. Amyris macrocarpa ingår i släktet Amyris och familjen vinruteväxter. Inga underarter finns listade i Catalogue of Life.